# Szulfonil-klorid
A szulfonil-diklorid, szulfonil-klorid vagy szulfuril-diklorid egy szervetlen vegyület, összegképlete SO2Cl2. A vegyület szerkezete a kénsavmolekulából vezethető le, ha annak mindkét -OH-csoportját klóratommal helyettesítjük. Színtelen, szúrós szagú folyadék, levegőn füstölög.

## Kémiai tulajdonságai
Víz hatására nagyon könnyen hidrolizál, kénsavra és sósavra bomlik.
{\displaystyle \mathrm {SO_{2}Cl_{2}+2\ H_{2}O\rightarrow H_{2}SO_{4}+2\ HCl} }
Hevítés hatására könnyen bomlik, 373 K (körülbelül 100 °C) hőmérsékleten már 90%-ban kén-dioxidra és klórra disszociál. 
{\displaystyle \mathrm {SO_{2}Cl_{2}\rightleftharpoons SO_{2}+Cl_{2}} }
Ez a reakció megfordítható, kén-dioxidból és klórból katalizátor (aktív szén) jelenlétében szulfonil-klorid állítható elő.

## Előállítása
A szulfonil-klorid akkor keletkezik, ha kén-dioxid és klór katalizátor (aktív szén) jelenlétében egymással reagál.

## Felhasználása
A szerves kémiában klórozószerként alkalmazzák. SO2-csoport szerves vegyületekbe történő bevitelére is alkalmas.